# شيغوزي أغبيم
شيغوزي أغبيم (Chigozie Agbim) (و.28 نوفمبر 1984)، هو لاعب كرة قدم نيجيري في مركز حارس مرمى.

## روابط خارجية
- شيغوزي أغبيم على موقع الاتحاد الدولي (مؤرشف)  (الإنجليزية)
- شيغوزي أغبيم على موقع قاعدة بيانات كرة القدم.إي يو (الإنجليزية)
- شيغوزي أغبيم على موقع ناشيونال فوتبول تيمز (الإنجليزية)
- شيغوزي أغبيم على موقع Soccerway.com (الإنجليزية)
- شيغوزي أغبيم على موقع AS.com (الإسبانية)